# Harlesden (stacja kolejowa)
Harlesden – naziemna stacja kolejowa zarządzana przez Metro londyńskie i leżąca na jego linii Bakerloo Line. Używa jej także London Overground, którego pociągi stają tu na trasie z dworca Euston do Watford (linia Watford DC Line).